# Wikipédia en basque
Wikipédia en basque (en basque : Euskarazko Wikipedia et Euskal Wikipedia) est l’édition de Wikipédia en basque (isolat linguistique) parlé au Pays basque. L'édition est lancée le 6 décembre 2001. Son code est : eu.
Au 25 juillet 2025, l'édition en basque contient 468 229 articles et compte 175 747 contributeurs, dont 284 contributeurs actifs et 12 administrateurs.

## Présentation

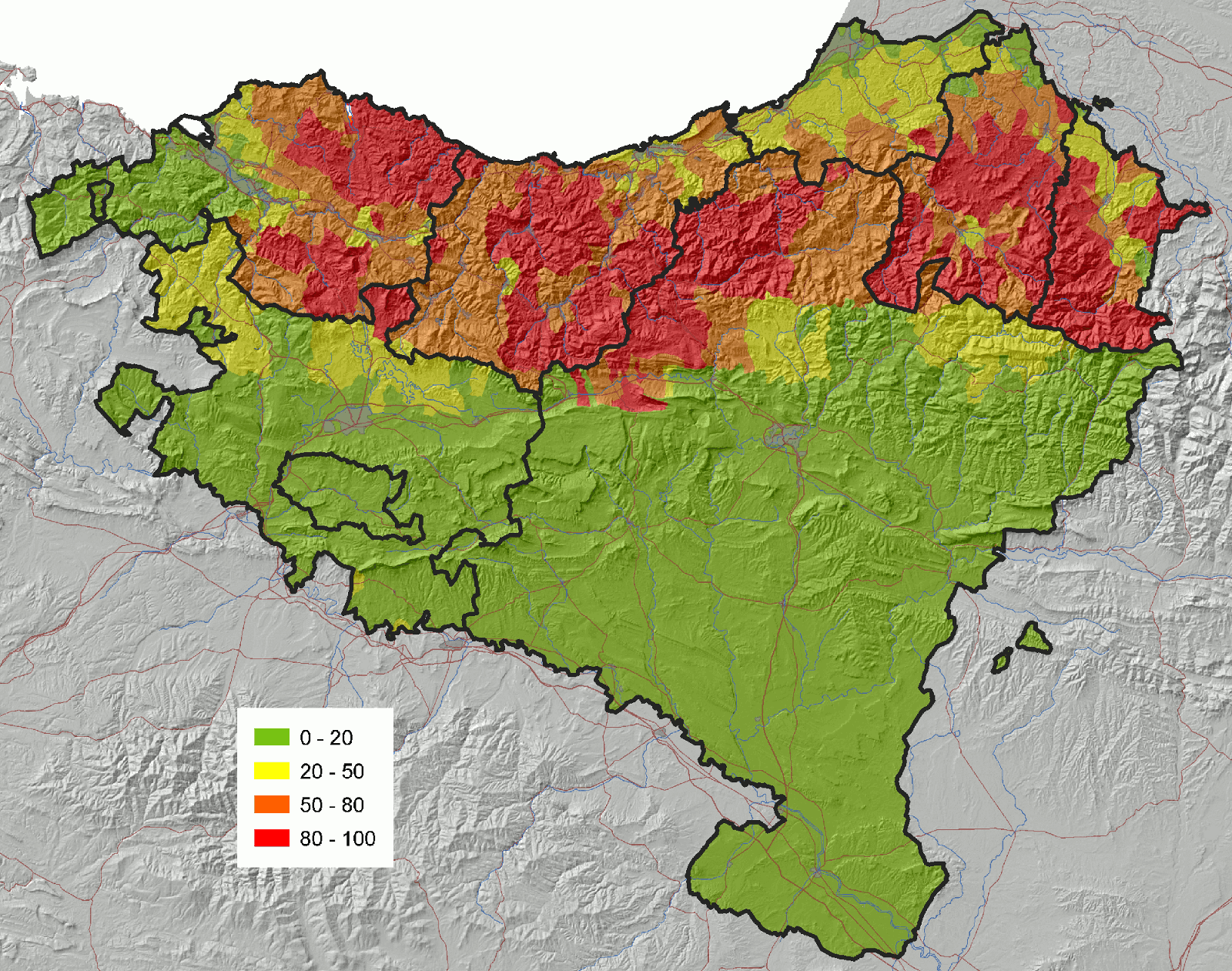
Répartition géographique du basque.

Dans une interview d'août 2007, Jimmy Wales, cofondateur de Wikipédia, a utilisé l'édition de Wikipédia en basque comme exemple de la justification d'avoir Wikipédia dans des langues plus petites :

« Certainly within Wikipedia right now we are seeing some fairly successful projects in small European languages. You don't really need a Welsh language Wikipedia, perhaps. The number of people who speak Welsh who don't also speak English is very small and getting smaller every year. So why do we have a Welsh Wikipedia? Well, people wanted it, so they're making it. And language preservation is the main motive. It is their mother tongue and they want to keep it alive, keep its literature alive. Certainly some of the larger small languages like Basque and Catalan have very successful projects. I definitely see that preserving parts of your language and culture through collaborative projects makes a lot of sense.

Certes, au sein de Wikipédia en ce moment, nous voyons des projets assez réussis dans de petites langues européennes. On n'a peut-être pas besoin d'une Wikipédia en gallois. Le nombre de personnes qui, parlant gallois ne parlent pas l'anglais, est très faible et devient plus petit chaque année. Alors pourquoi avons-nous un Wikipédia gallois ? Eh bien, les gens le voulaient, alors ils l'ont fait. Et la préservation de la langue est le motif principal. C'est leur langue maternelle et ils veulent la garder vivante et garder sa littérature. Il est certain que certaines des petites langues les plus importantes comme le basque et le catalan ont des projets très réussis. Je vois vraiment que la préservation de votre langue et de votre culture à travers des projets collaboratifs a beaucoup de sens. »

Le 25 janvier 2008, Wikipédia basque a reçu l'Argia Saria décernée par le magazine Argia dans la catégorie Internet.
Le 21 mai 2011, Wikipedia en basque a publié son 100000e article, un article sur l'interdiction d'utiliser le basque à travers l'histoire appelé Euskararen debekua.
En décembre 2011, environ 11 000 nouveaux articles ont été ajoutés à Wikipédia basque par le ministère de la Culture du gouvernement basque.

## Statistiques
| Nombre d'articles | Date              | Article                    |
| ----------------- | ----------------- | -------------------------- |
| 1                 | 6 décembre 2001   | Lurra                      |
| 1 000             | avril 2004        |                            |
| 5 000             | 28 janvier 2006   |                            |
| 10 000            | 28 mai 2006       |                            |
| 20 000            | 10 septembre 2007 |                            |
| 25 000            | 6 avril 2008      | Euskal Herriak Bere Eskola |
| 30 000            | 12 septembre 2008 | Sexu                       |
| 40 000            | 15 juillet 2009   | Eden Project               |
| 45 000            | 13 octobre 2009   | Xinmin Hiria               |
| 50 000            | 30 décembre 2009  | Errinozero                 |
| 55 000            | 12 avril 2010     |                            |
| 60 000            | 8 novembre 2010   | Posta Kode                 |
| 70 000            | 18 april 2011     | Écurat                     |
| 80 000            | 22 avril 2011     | Kolonbiako geografia       |
| 90 000            | 1er mai 2011      | Isabel Farnesio            |
| 100 000           | 21 mai 2011       | Euskararen debekua         |
| 120 000           | 21 décembre 2011  |                            |
| 130 000           | 5 mai 2012        | Vireo approximans          |
| 150 000           | 27 mars 2013      | Pointe-à-Pitre             |
| 200 000           | 19 septembre 2014 | Malda (topografia)         |
| 219 000           | 1er janvier 2016  | Pocahontas                 |
| 250 000           | 23 juin 2016      | Abuwtiyuw                  |
| 300 000           | 18 juillet 2018   | Euskararen jatorria        |
| 350 000           | 13 janvier 2020   |                            |

- en février 2009, l'édition de Wikipédia en basque compte 34 800 articles et 6 900 utilisateurs enregistrés ;
- en novembre 2010, elle compte  60 100 articles et 21 854 utilisateurs enregistrés ;
- en mai 2011, elle compte 90 000 articles et 25 700 utilisateurs enregistrés et fin mai elle dépasse la barre des 100 000 articles ;
- le 31 mai 2016, elle compte 247 064 articles ;
- le 14 février 2018, elle compte 288 629 articles, 85 594 utilisateurs, 454 utilisateurs actifs[N 1] et 12 administrateurs[4] ;
- le 22 septembre 2022, elle compte 398 766 articles et 139 606 contributeurs, dont 283 contributeurs actifs et 12 administrateurs ;

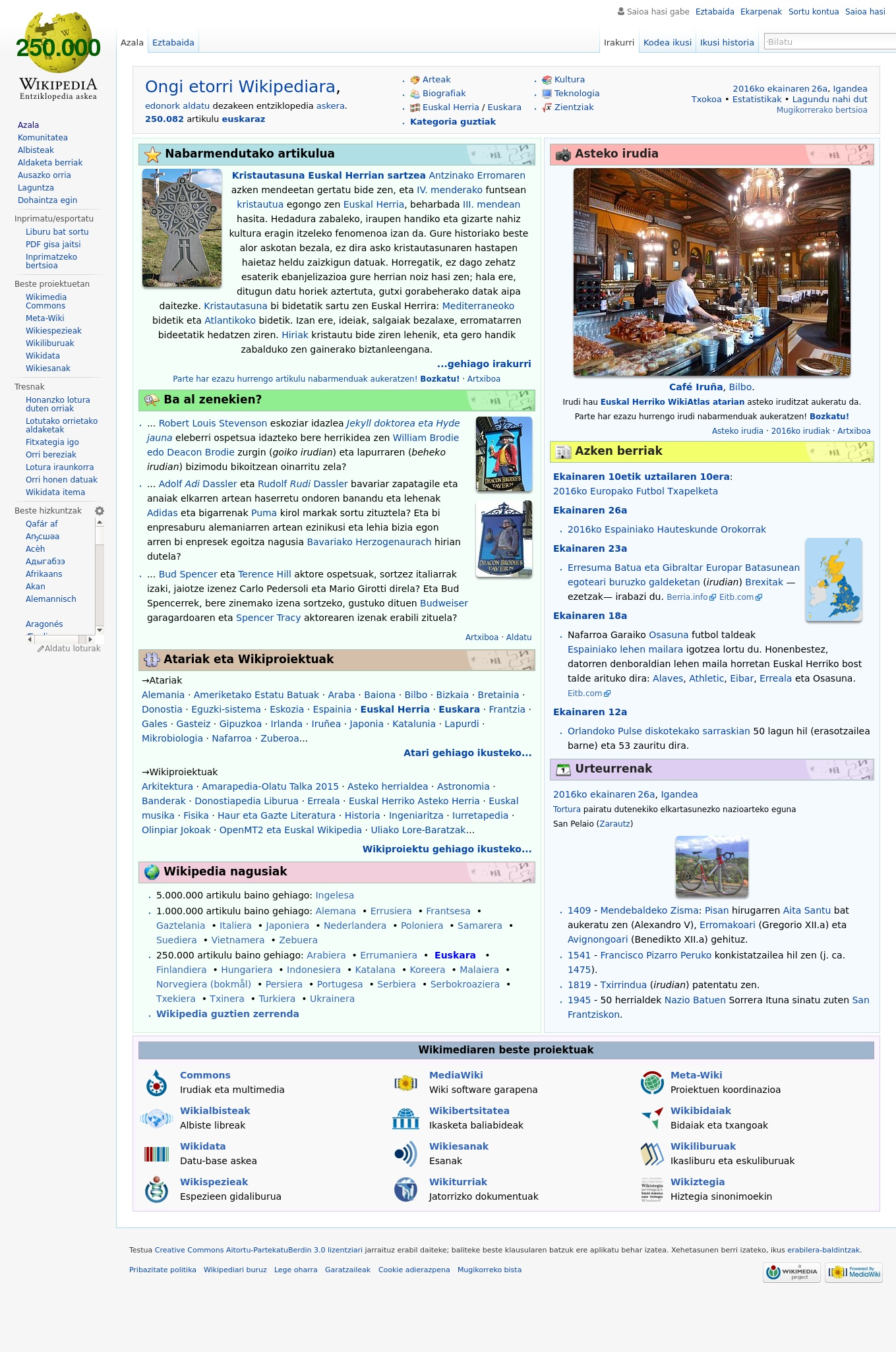
La page de Wikipédia en basque le 23 juin 2016, jour du 250000e article.

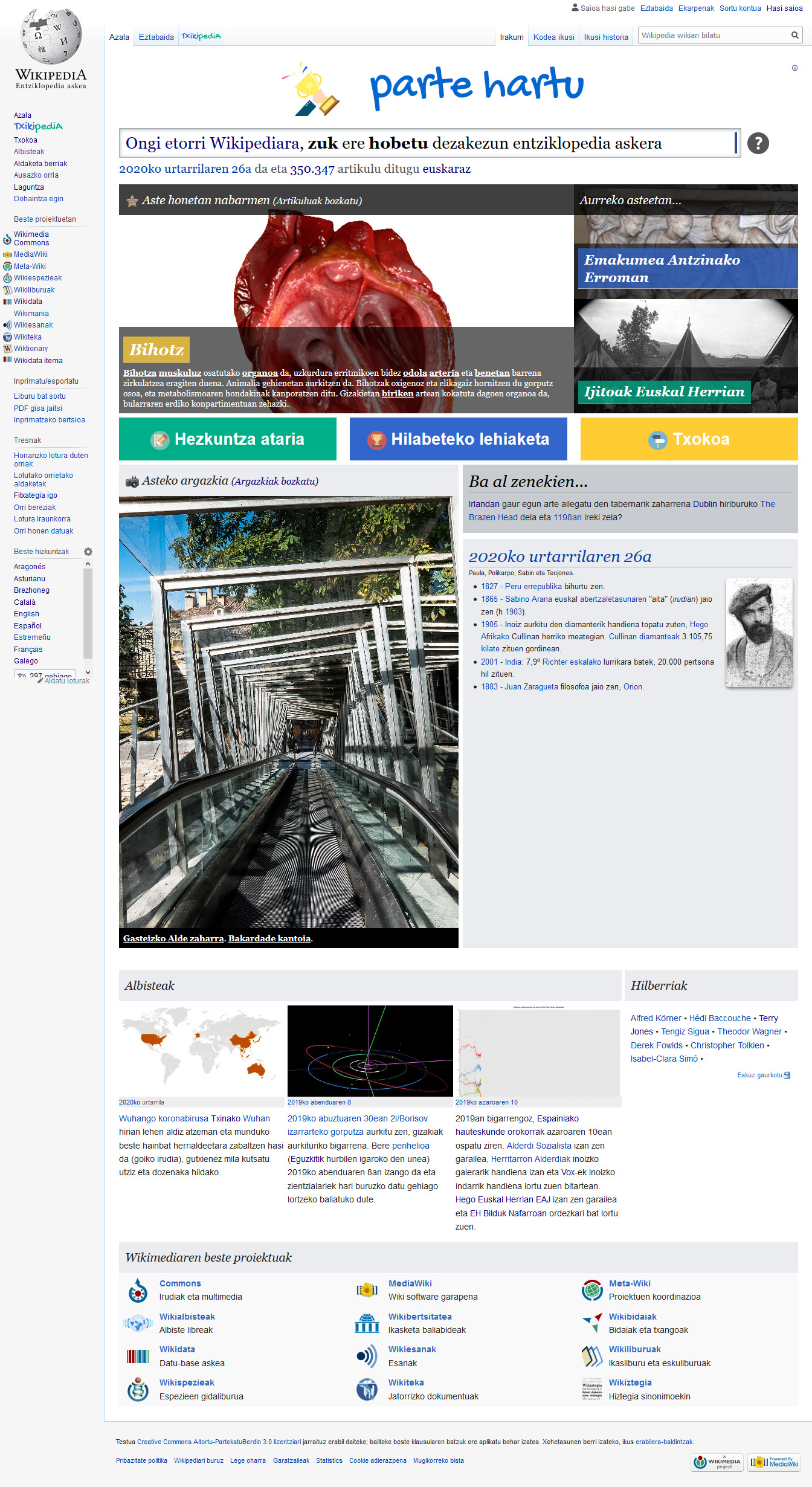
La page d'accueil en 2020.

- le 11 août 2024, elle compte 439 222 articles et 163 983 contributeurs, dont 283 contributeurs actifs et 12 administrateurs.

## Galerie

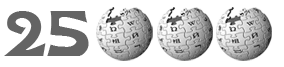
25 000e article sur Wikipedia en basque, 6 avril 2008.
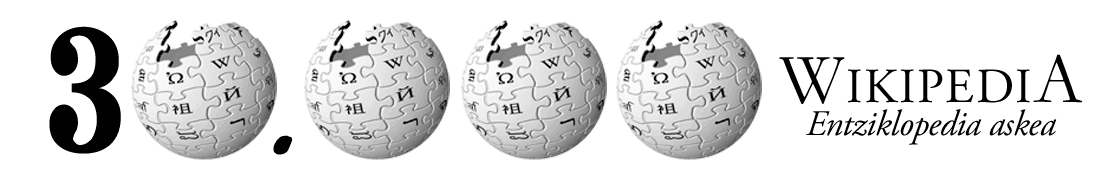
30 000e article sur Wikipedia en basque, 11 septembre 2008.
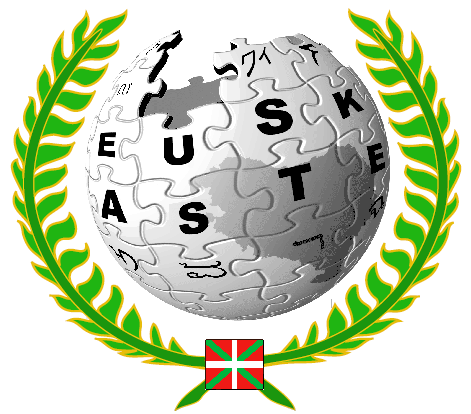
Logo de la semaine basque, octobre 2008.
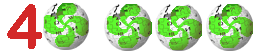
40 000e article sur Wikipedia en basque, 14 juillet 2009.

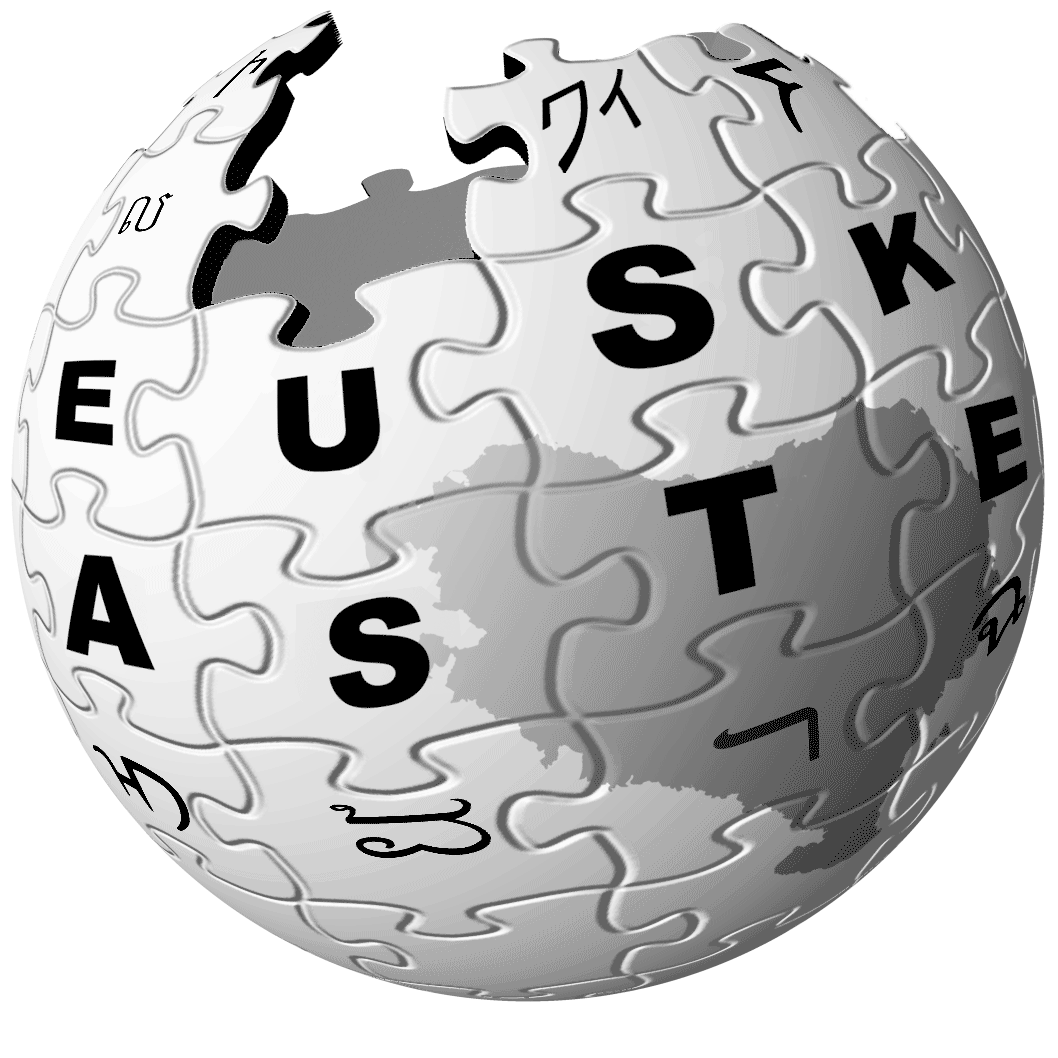
Logo de la semaine basque, octobre 2009.
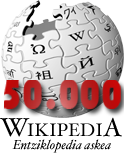
50 000e article sur Wikipedia en basque, 11 janvier 2010.
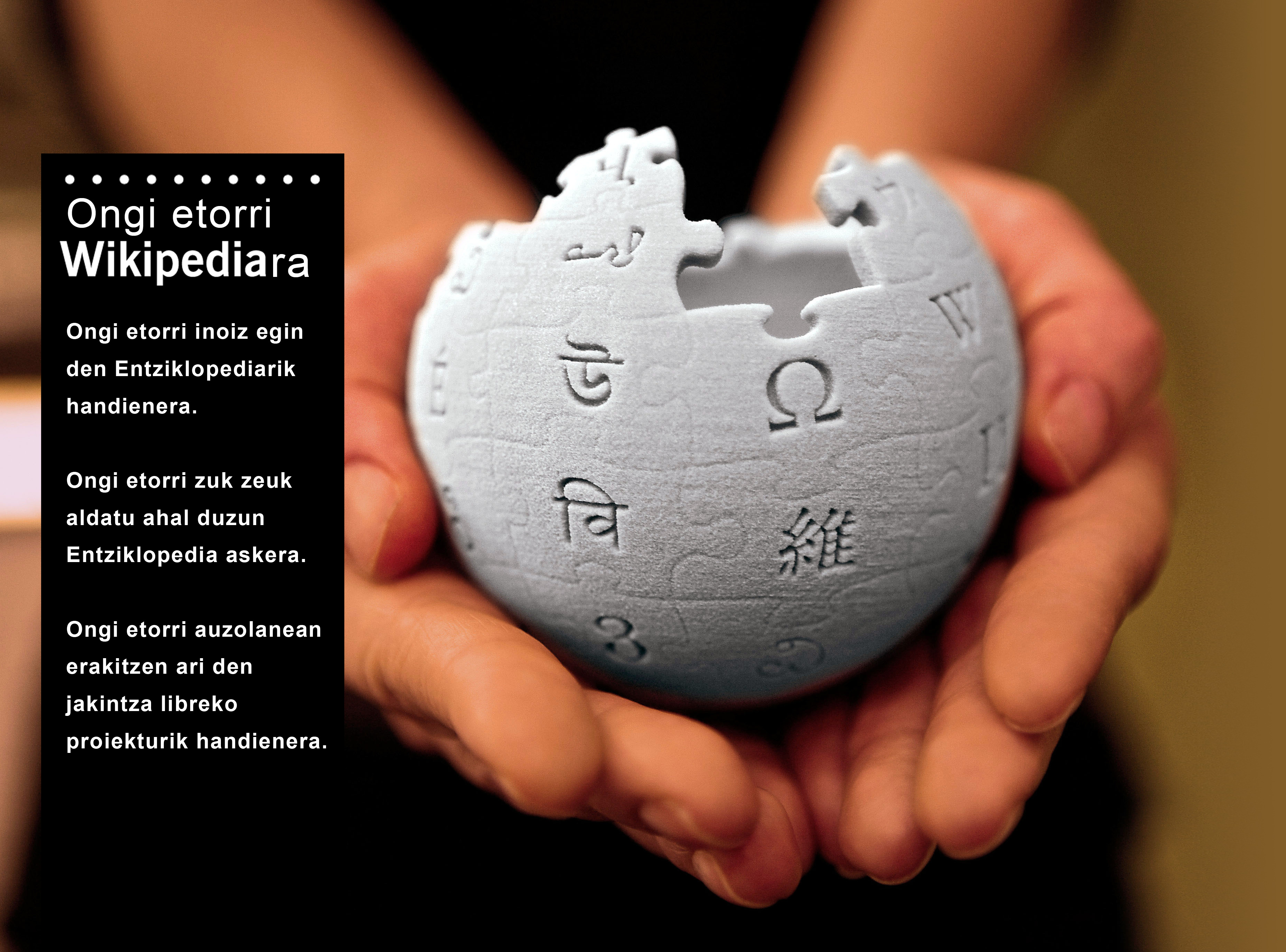
Bienvenue sur Wikipédia, 22 mars 2011.
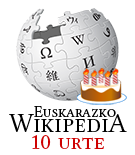
2011 - 10e anniversaire de Wikipedia en basque, 4 décembre 2011.

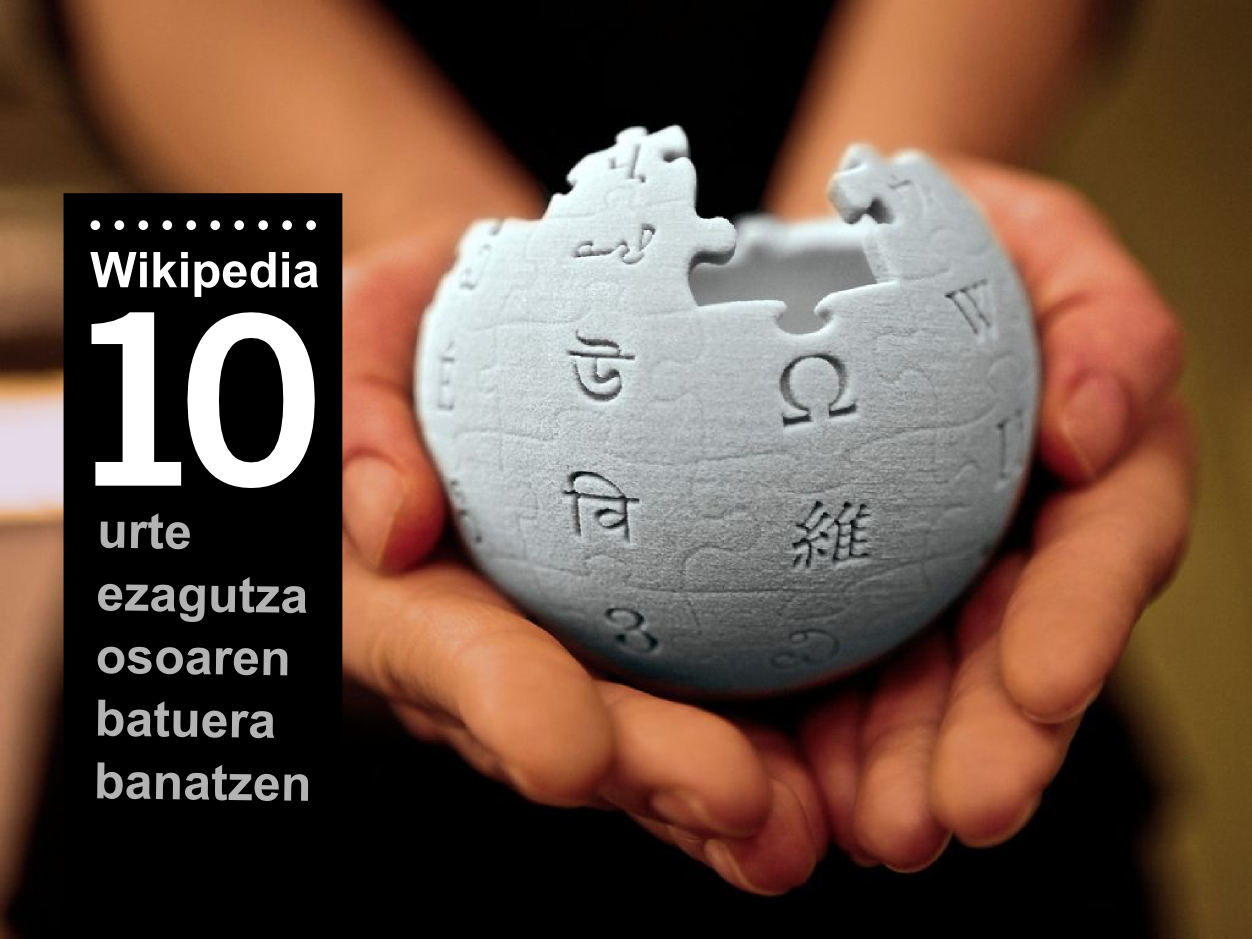
10 années de partage de connaissances, 4 décembre 2011.
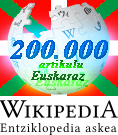
200 000e article sur Wikipedia en basque, 4 septembre 2014.
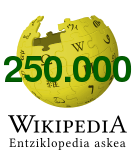
250 000e article sur Wikipedia en basque, 20 juin 2016.